# 59 Cygni
59 Cygni, som är stjärnans Flamsteed-beteckning, är en multipelstjärna belägen i den mellersta delen av stjärnbilden Svanen, som också har variabelbeteckningen V832 Cygni. Den har en genomsnittlig kombinerad skenbar magnitud på ca 4,74 och är svagt synlig för blotta ögat där ljusföroreningar ej förekommer. Baserat på parallax Gaia Data Release 2 på ca 2,5 mas, beräknas den befinna sig på ett avstånd på ca 1 300 ljusår (ca 400 parsek) från solen. Den rör sig bort från solen med en heliocentrisk radialhastighet av ca 1,5 km/s.

## Egenskaper
Primärstjärnan 59 Cygni Aa är en blå till vit stjärna i huvudserien av spektralklass B1.5 Vnne och är en snabbt roterande Be-stjärna. Den har en massa som är ca 6,3 solmassor, en radie som är ca 5,5 solradier och utsänder ca 7 900 gånger mera energi än solen från dess fotosfär vid en effektiv temperatur av ca 21 800 K.
59 Cygni är en eruptiv variabel av Gamma Cassiopeiae-typ (GCAS+R), som varierar mellan visuell magnitud +4,49 och 5,07 med en period av 28,1971 dygn.
59 Cygni Aa är en väl studerad stjärna på grund av tydliga spektrala variationer, som har observerats sedan 1916, och två korta faser som skalstjärna observerade 1973 och 1974-1975. Den är en bekräftad spektroskopisk dubbelstjärna med en högtemperaturdvärg av spektraltyp O som följeslagare i en bana med en 28-dygns omloppsperiod. Den senare värmer upp den närmaste sidan av den gasformiga skivan som omger primärstjärnan.
Omkring primärparet kretsar 59 Cyg Ab, en stjärna i huvudserien av magnitud 7,64 och av spektralklass A3 V, belägen med en vinkelseparation av 0,200 bågsekunder. En fjärde komponent är en jättestjärna av magnitud 9,8 och av spektralklass A8 III med en separation av 20,2 bågsekunder vid en positionsvinkel på 352°, år 2008. Den femte följeslagaren är en stjärna av magnitud 11,7 med en separation av 26,7 bågsekunder och en positionsvinkel på 141°. Gaia Data Release 2 anger att följeslagarna vid 20,2 och 26,7 bågsekunder är 382  respektive 366 parsec bort och rör sig i ungefär samma riktning som tripelstjärnan.